# 納翁縣
3°20′S 79°4′W / 3.333°S 79.067°W
納翁縣（西班牙語：Cantón Nabón），是厄瓜多爾的縣份，位於該國南部，由阿蘇艾省負責管轄，面積636平方公里，主要經濟活動是農業，2001年人口15,121，人口密度每平方公里23.78人。